# Gårlången (Ludvika socken, Dalarna)
Gårlången är en sjö i Ludvika kommun i Dalarna och ingår i Norrströms huvudavrinningsområde. Sjön är 30 meter djup, har en yta på 0,526 kvadratkilometer och är belägen 137,2 meter över havet.

## Delavrinningsområde
Gårlången ingår i det delavrinningsområde (667228-146623) som SMHI kallar för Utloppet av Gårlången. Medelhöjden är 173 meter över havet och ytan är 3,85 kvadratkilometer. Räknas de 55 avrinningsområdena uppströms in blir den ackumulerade arean 1 152,11 kvadratkilometer. Kolbäcksån som avvattnar avrinningsområdet har biflödesordning 3, vilket innebär att vattnet flödar genom totalt 3 vattendrag innan det når havet efter 256 kilometer. Avrinningsområdet består mestadels av skog (58 procent). Avrinningsområdet har 0,52 kvadratkilometer vattenytor vilket ger det en sjöprocent på 12,4 procent. Bebyggelsen i området täcker en yta av 1,14 kvadratkilometer eller 28 procent av avrinningsområdet.